# Eleição para governador do Novo México em 2010
A eleição para governador do estado americano do Novo México em 2010 aconteceu no dia 2 de novembro de 2010. O governador democrata Bill Richardson é inelegível.
Em 1 de junho de 2010, a republicana Susana Martinez e a democrata Diane Denish foram escolhidas candidatas.

## Primária Democrata
| Primária Democrata | Primária Democrata | Primária Democrata | Primária Democrata | Primária Democrata | Primária Democrata |
| Partido            | Candidato          | Votos              | %                  |                    |                    |
| Democrata          | Diane Denish       | 108.302            | 99,1%              |                    |                    |
| Democrata          | Billy J. Driggs    | 1.106              | 0,9%               |                    |                    |
| ------------------ | ------------------ | ------------------ | ------------------ | ------------------ | ------------------ |

## Primária Republicana
| Primária Republicana | Primária Republicana | Primária Republicana | Primária Republicana | Primária Republicana | Primária Republicana |
| Partido              | Candidato            | Votos                | %                    |                      |                      |
| Republicano          | Susana Martinez      | 62.006               | 50,7%                |                      |                      |
| Republicano          | Allen Weh            | 33.727               | 27,6%                |                      |                      |
| Republicano          | Doug Turner          | 14.166               | 11,6%                |                      |                      |
| Republicano          | Pete Domenici, Jr.   | 8.630                | 7,0%                 |                      |                      |
| Republicano          | Janice Arnold-Jones  | 3.740                | 3,1%                 |                      |                      |
| -------------------- | -------------------- | -------------------- | -------------------- | -------------------- | -------------------- |

## Resultados
| Eleição para governador do Novo México em 2010 | Eleição para governador do Novo México em 2010 | Eleição para governador do Novo México em 2010 | Eleição para governador do Novo México em 2010 | Eleição para governador do Novo México em 2010 | Eleição para governador do Novo México em 2010 | Eleição para governador do Novo México em 2010 |
| Partido                                        | Partido                                        | Candidato                                      | Candidato                                      | Votos                                          | %                                              | ±%                                             |
| ---------------------------------------------- | ---------------------------------------------- | ---------------------------------------------- | ---------------------------------------------- | ---------------------------------------------- | ---------------------------------------------- | ---------------------------------------------- |
|                                                | Partido Republicano                            |                                                | Susana Martinez                                | 317.421                                        | 53,6%                                          |                                                |
|                                                | Partido Democrata                              |                                                | Diane Denish                                   | 274.892                                        | 46,4%                                          |                                                |